# Catachlorops therioplectiformis
Catachlorops therioplectiformis är en tvåvingeart som beskrevs av Krober 1931. Catachlorops therioplectiformis ingår i släktet Catachlorops och familjen bromsar. Inga underarter finns listade i Catalogue of Life.